# گمینا راجیوویتسه
گمینا راجیوویتسه (به لهستانی:  Gmina Radziejowice) یک گمینا در لهستان است که در شهرستان ژراردوف واقع شده‌است. گمینا راجیوویتسه ۸۰٫۰۶ کیلومتر مربع مساحت و ۴٬۶۱۶ نفر جمعیت دارد.